# Бжезінський повіт
Бжезінський повіт (пол. powiat brzeziński) — один з 21 земських повітів Лодзького воєводства Польщі.
Утворений 1 січня 1999 року в результаті адміністративної реформи.

## Загальні дані
Повіт знаходиться у центральній частині воєводства.
Адміністративний центр — місто Бжезіни.
Станом на 1.01.2008 населення становить 30 585 осіб, площа 358,56 км².

## Демографія
Демографічні дані повіту станом на 31 grudnia.2007:
|       | Всього | Всього | Жінки  | Жінки | Чоловіки | Чоловіки |
| ----- | ------ | ------ | ------ | ----- | -------- | -------- |
|       | осіб   | %      | осіб   | %     | осіб     | %        |
| Повіт | 30 585 | 100    | 15 710 | 51,4  | 14 875   | 48,6     |
| Міста | 12 303 | 100    | 6451   | 52,4  | 5852     | 47,6     |
| Села  | 18 282 | 100    | 9259   | 50,6  | 9023     | 49,4     |